# 1722
Епоха великих географічних відкриттів •  Перша наукова революція •  Глухівський період в історії Гетьманщини

## Геополітична ситуація
Османську імперію очолює Ахмед III (до 1730). Під владою османського султана перебувають Близький Схід та Єгипет, Середземноморське узбережжя Північної Африки, частина Закавказзя, значні території в Європі: Греція, Болгарія і Сербія. Васалами османів є Волощина та Молдова.
Священна Римська імперія охоплює, крім німецьких земель, Угорщину з Хорватією, Трансильванію, Богемію, Північну Італію. Її імператор — Карл VI Габсбург (до 1740). Король Пруссії — Фрідріх-Вільгельм I (до 1740).
На передові позиції в Європі вийшла Франція, якою править Людовик XV (до 1774). Франція має колонії в Північній Америці та Індії.
Король Іспанії — Філіп V з династії Бурбонів (до 1746). Королівству Іспанія належать південь Італії, Нова Іспанія, Нова Гранада та Віцекоролівство Перу в Америці, Філіппіни. Королем Португалії є Жуан V (до 1750). Португалія має володіння в Бразилії, в Африці, в Індії, в Індійському океані й Індонезії.
Північ Нідерландів займає Республіка Об'єднаних провінцій. Вона має колонії в Північній Америці, Індонезії, на Формозі та на Цейлоні. На британському троні сидить Георг I (до 1727). Британія має колонії в Північній Америці, на Карибах та в Індії. Король Данії та Норвегії — Фредерік IV (до 1730), на шведському троні сидить Фредерік I (до 1751). На Апеннінському півострові незалежні Венеціанська республіка та Папська область. у Речі Посполитій королює Август II Сильний (до 1733). Імператором Російської імперії є Петро I (до 1725).
Україну розділено по Дніпру між Річчю Посполитою та Російською імперією. Гетьманом України козацька старшина обрала Павла Полуботка. Пристановищем козаків є Олешківська Січ. Існує Кримське ханство, якому підвладна Ногайська орда.
В Ірані Сефевіди поступилися правлінням Хотакі.
Значними державами Індостану є Імперія Великих Моголів, Імперія Маратха. В Китаї править Династія Цін. У Японії триває період Едо.

## Події

### В Україні
- Павла Полуботка обрали гетьманом України на заміну покійному Івану Скоропадському.
- Російський імператор Петро I підпорядкував гетьмана Колегії Генеральних старшин.
- Петро I запровадив Малоросійську колегію, яка замінила Малоросійський приказ.

### У світі
- 5 квітня голландський адмірал Якоб Роггевен відкрив у великодню неділю острови Пасхи.
- 13 червня Роггевен відкрив острови Самоа.
- Почався перський похід Петра І.
- Петро I створив Табель про ранги.
- На озброєння британської армії поступив мушкет Brown Bess.
- Після 61-річного правління помер імператор Кансі династії Цін. Його замінив син Іньчжень.
- У Північній Америці почалася Війна Даммера між індіанцями (при підтримці французів) та британськими колоністами.
- У Битві біля Гульнабада пуштуни на чолі з Мір Махмудом Хотакі завдали важкої поразки силам Сефевідів
- Війська Мір Махмуд Шаха захопили столицю Сефевідів Ісфахан. Солтан Хусейн зрікся, а Мір Махмуд став новим шахом.

### Наука та культура
- Опубліковано роман «Молль Флендерс» Данієля Дефо.
- Жан-Філіпп Рамо опублікував «Трактат гармонії», в якому виклав тогочасну теорію музики.
- Йоганн Себастьян Бах написав першу частину Добре темперованого клавіру
- Рене Антуан Реомюр опублікував книгу «Мистецтво перетворення ковкого заліза у сталь».
- У Копенгагені відкрився перший публічний театр.

## Народились
див. також Категорія:Народились 1722
- 22 листопада — Григорій Сковорода, найвидатніший український просвітитель-гуманіст, філософ, поет, педагог.

## Померли
див. також Категорія:Померли 1722